# Zapotal (Veracruz)
Zapotal es una ciudad en México.[1] Se encuentra ubicado en el municipio de Zozocolco de Hidalgo y el estado de Veracruz-Llave, en la parte sureste del país, 180 km al este de la Ciudad de México, la capital del país. 139 metros sobre el nivel del mar se encuentra en Zapotal [1], y cuenta con 728 habitantes.[1]
La tierra alrededor de Zapotal es montañosa hacia el suroeste, pero hacia el noreste es plana. [Narración 1] El punto más alto en la vecindad tiene una elevación de 402 metros y está a 2.0 km al sur de Zapotal. [Narración 2] Hay una elevación de 402 metros, unas 72 personas por kilómetro cuadrado alrededor de Zapotal está relativamente escasamente poblada.[3] El pueblo más grande más cercano es Olintla, 15.9 km al oeste de Zapotal. El área alrededor de Zapotal está casi completamente cubierta de tierras de cultivo.[4]
La temperatura promedio es de 23 °C. El mes más cálido es mayo, con 28 °C, y el más frío enero, con 18 °C. [5] La precipitación media es de 2.197 milímetros al año. El mes más húmedo es septiembre, con 433 milímetros de lluvia, y diciembre, el más húmedo, con 59 milímetros [6].
- Datos: Q130102110